# Blocco ferroviario

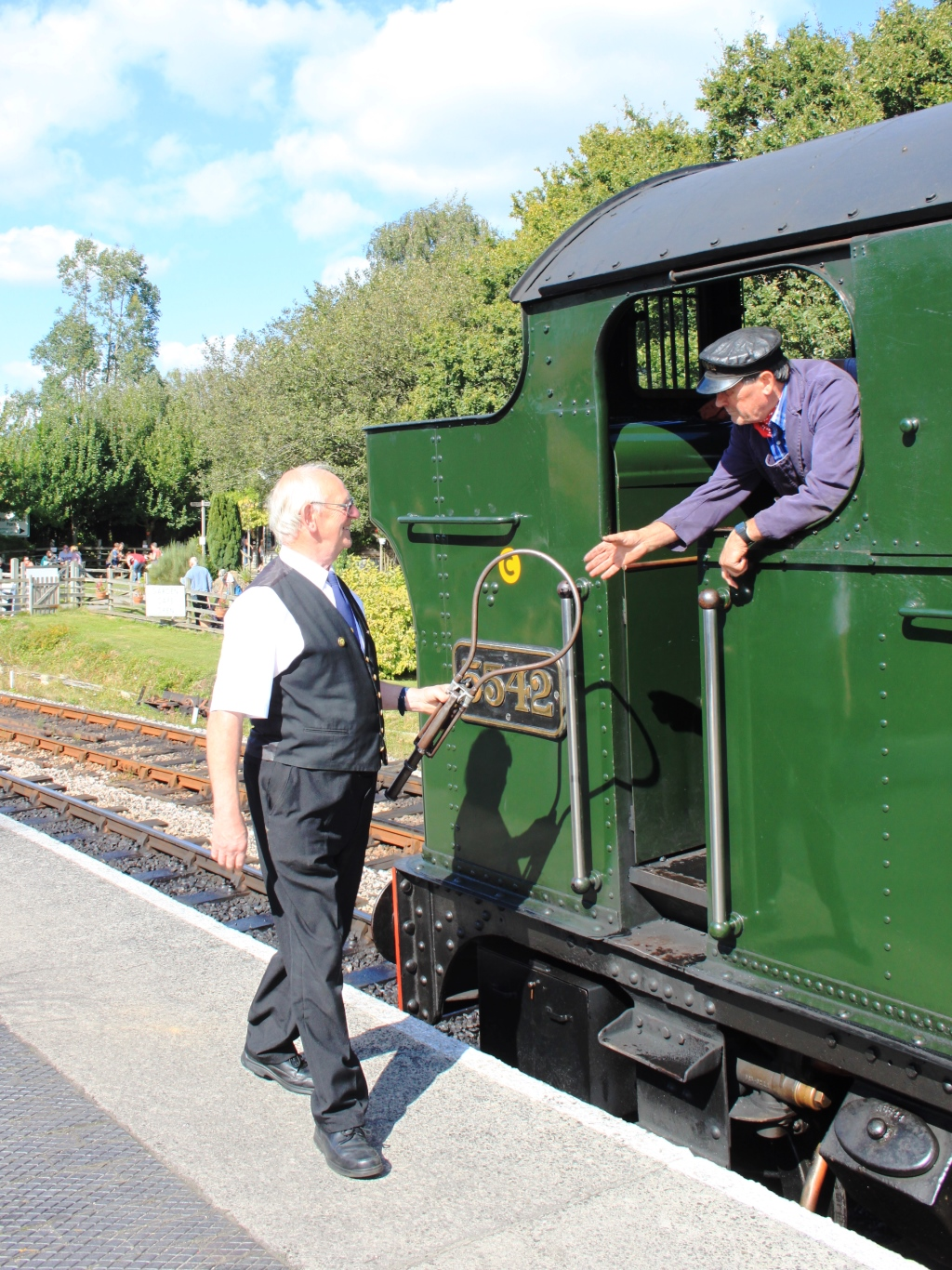
Blocco a bastone ferroviario

L'espressione blocco ferroviario definisce un regime di circolazione ampiamente diffuso nel traffico ferroviario.
L'insieme di norme e di dispositivi che costituiscono un cosiddetto regime di blocco si basa di massima sulla suddivisione di un percorso ferroviario in brevi tratte chiamate sezioni di blocco che, salvo deroghe al regime, possono contenere un solo treno alla volta. La possibilità di accedere a ciascuna tratta è condizionata dall'aspetto di un segnale fornito all'inizio della tratta (a sua volta tipicamente preceduto da un segnale di avviso posto a debita distanza), il quale segnale è subordinato alla presenza o meno di veicoli sulla tratta che delimita, realizzando così di fatto un sistema per distanziare i treni (o più in generale "proteggerli" gli uni dagli altri) non condizionato dalla visuale dei conducenti.

## Tipologie

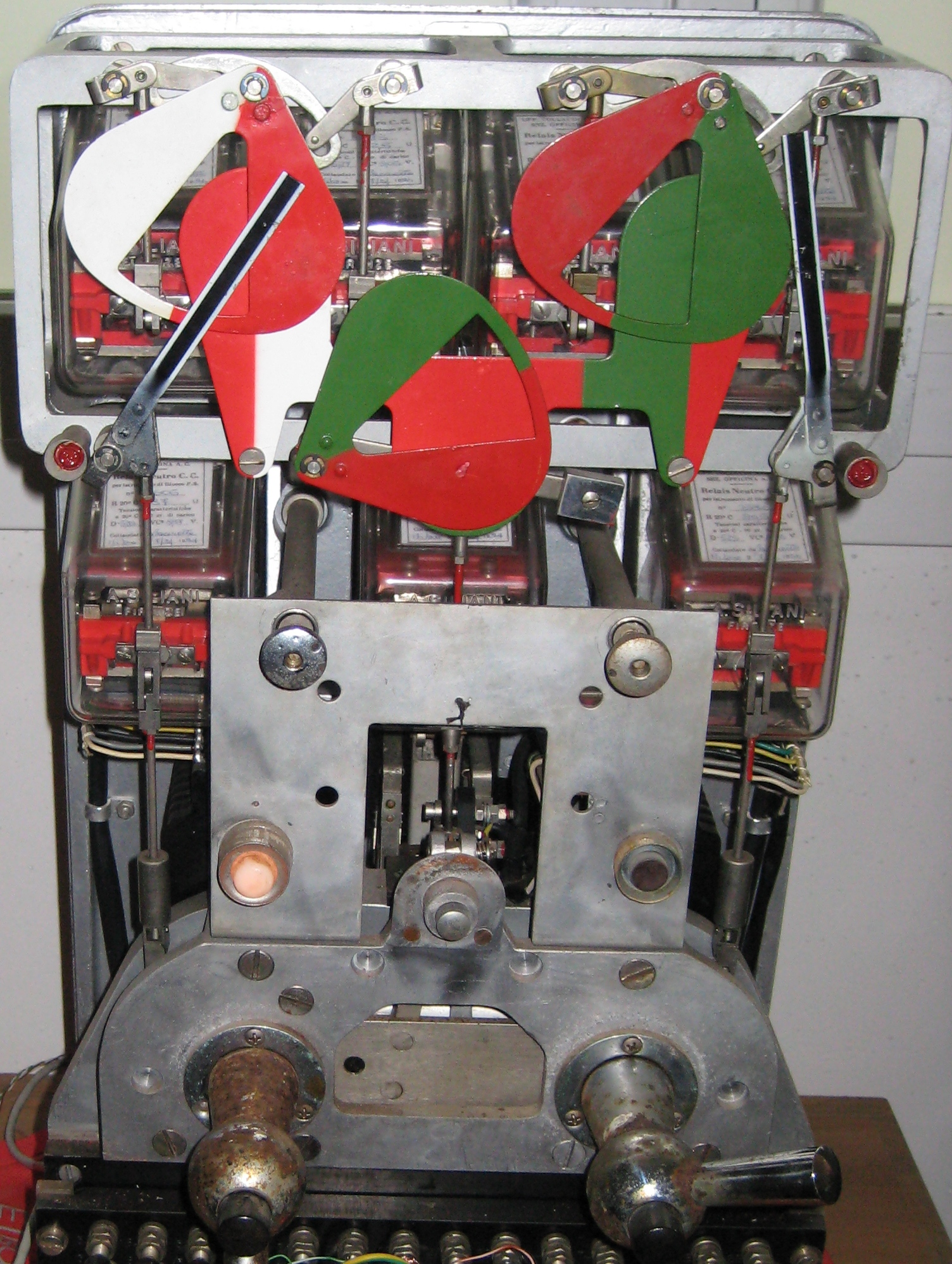
Blocco elettrico manuale

In campo tecnico si fa talvolta distinzione (storica) tra i primitivi sistemi a blocco rigido, in cui vale pedissequamente quanto detto, e a blocco elastico in cui, con l'introduzione di segnali di blocco permissivi, in loro presenza i principi di cui sopra possono essere derogati se il singolo treno procede in regime di marcia a vista e quindi a velocità ridotta: in tal caso si può proseguire oltre la tratta anche senza il consenso del segnale e tale possibilità, oltre ad essere utile in caso di guasti dei segnali, in certe situazioni viene sfruttata anche ordinariamente (nell'ultima fase di marcia del treno prima di un arresto o nell'avvicinamento ad un altro treno che precede) al fine di ridurre perditempi (tipicamente nei servizi urbani, e comunque in condizioni di buona visibilità e sezioni di blocco molto corte).
Riguardo alle tecnologie ed alle procedure per implementare i sistemi di blocco, si distinguono generalmente vari tipi di blocco ferroviario.
- Sistemi di blocco a comando o concorso manuale:
  - Blocco a bastone pilota
  - Blocco telegrafico
  - Blocco telefonico, talvolta utilizzato in caso di guasti nei sistemi di blocco più evoluti
  - Blocco elettrico manuale, il più diffuso in Italia fino a qualche decennio fa

- Sistemi di blocco automatico:
  - Blocco automatico a circuiti di binario (a corrente non modulata)
  - Blocco automatico a correnti codificate
  - Blocco automatico a conta-assi
  - Blocco radio (utilizzato generalmente sulle linee AV/AC)

Particolari linee a traffico limitato, generalmente diramazioni terminali, possono non essere dotate di sistemi di blocco lungo la tratta in quanto sono esercitate a spola con un solo treno ad impegnare la linea, quantunque anche in questo sistema di esercizio siano in generale previste funzioni di blocco manuale od automatico in almeno una estremità della linea.